# Женская премия Анны Кляйн
Женская премия Анны Кляйн — премия, которая вручается женщинам со всего мира, внёсшими свой вклад в гендерную демократию, Фондом Генриха Бёлля. Награда была названа в честь Анны Кляйн, немецкой юристки и сенатора штата. Жюри из пяти человек распределяет приз в 10 000 евро. Кандидаток на награду выбирают по критерию: «Реализация гендерной демократии, устранение дискриминации по признаку пола и гендерной идентичности, политическая приверженность реализации прав женщин, прав человека и свободы, продвижение женщин и девочек в науке и исследованиях».

## Победительницы
| Год  | Победительница                                  | Награждена за |
| ---- | ----------------------------------------------- | --- |
| 2012 | Ниведита Прасад                                 | лектор и активистка за права женщин и человека                                                                                  |
| 2013 | Лепа Младьенович                                | феминистская активистка |
| 2014 | Имельда Марруфо Нава                            | феминистская активистка |
| 2015 | Небахат Аккоч                                   | активистка против государственного и домашнего насилия, за права человека и женщин                                              |
| 2016 | Гизела Буркхардт                                | активистка за права женщин и основательница ассоциации FEMNET за права женщин, работающих в мировой текстильной промышленности. |
| 2017 | Номаруссия Бонасе                               | активистка против апартеида в ЮАР, активистка за права женщин                                                                   |
| 2018 | Джинет Бедойя Лима Майерлис Ангарита Роблес     | Колумбийские журналистки, которые независимо выступали за женщин                                                                |
| 2019 | Кристина Хенель                                 | Немецкий врач общей медицины и скорой помощи                                                                                    |
| 2020 | Прасанна Гетту                                  | криминолог, правозащитница и активистка за права женщин из Ченнаи, Индия.                                                       |
| 2021 | Канан Арин                                      | турецкая защитница прав женщин                                                                                                  |
| 2025 | Дарья Афанасьева, Ирина Альховка, Юлия Мицкевич | Беларуские феминистские активистки                                                                                              |